# Socorro (Surigao do Norte)
Socorro é um município de  quarta classe de renda municipal (d) na província Surigao do Norte, nas Filipinas. De acordo com o censo de 1 de maio  de  2020 possui uma população de 25 942 pessoas e 5 849 domicílios.